# 米爾福德鎮區 (愛荷華州克勞福德縣)
米爾福德鎮區（英語：Milford Township）是位於美國愛荷華州克勞福德縣的一個行政鎮區。

## 地方資料
根據2010年美國人口普查的數據，米爾福德鎮區的面積為93.54平方千米，當中陸地面積為93.51平方千米，而水域面積為0.03平方千米。當地共有人口537人，而人口密度為每平方千米5.74人。